# Глибокий огляд екліптики
Глибокий огляд екліптики (англ. Deep Ecliptic Survey) — проєкт із пошуку об'єктів поясу Койпера з використанням засобів Національної обсерваторії оптичної астрономії (США) (NOAO) у Національній обсерваторії Кітт-Пік та Міжамериканській обсерваторії Серро Тололо в Чилі. Керівник проєкту — Боб Мілліс (Bob Millis). Проєкт тривав з 1998 року до кінця 2003 року.
Станом на 2002 рік було відкрито 234 об'єкти (койпероїди та кентаври, які отримали тимчасові позначення або постійні номери. Серед них — 28978 Іксіон та (87555) 2000 QB243.
Огляд покрив майже 600 кв. градусів небесної сфери з чутливістю +22,5m — тобто, мають бути виявлені понад 50 % об'єктів у межах цього діапазону видимих величин. Врешті-решт вдалося виявити 468 об'єктів, які рухаються повільніше 15′′ на годину, із яких 272 отримали офіційні позначення.
Огляд також дав змогу визначити середню площину поясу Койпера і запровадити нове формальне визначення динамічних класів транснептунових об'ектів.

## Важливі відкриті об'єкти
- 28978 Іксіон — великий об'єкт класу «плутино»
- 19521 Хаос — к'юбівано
- 1998 WW31 — перший подвійний транснептуновий об'єкт
- (148209) 2000 CR105 — перший об'єкт із перигелієм, розташованим надто далеко, щоб відчувати збурення з боку Нептуна, і величезною великою піввіссю
- (87269) 2000 OO67 — об'єкт, велика піввісь орбіти якого сягає 500 а. о., та екстремальним ексцентриситетом (0,96), через що найближча до Сонця точка орбіти розташована всередині орбіти Нептуна, а найдальша — на відстані щонайменше у 1000 а. о.
- 2001 QR322 — перший відомий троянець Нептуна
- 2002 XU93 — астероїд-дамоклоїд із найбільшим із відомих нахилом орбіти (понад 68°)